# Dix-neuvième district congressionnel de l'Illinois
Le dix-neuvième district congressionnel de l'Illinois est l'un des districts congressionnel que compte l'État de l'Illinois. Il est supprimé en 2013.
Le représentant de ce district est le républicain John Shimkus, qui le représente de 2003 à 2013.